# 斎藤静樹
斎藤 静樹（さいとう しずき、1942年 - ）は日本の会計学者。東京大学名誉教授。元日本会計研究学会会長。

## 人物・経歴
武蔵大学経済学部卒、東京大学大学院経済学研究科博士課程修了(経済学博士)。東京大学名誉教授。明治学院大学名誉教授。元日本会計研究学会会長。企業会計基準委員会初代委員長。主要研究テーマ は企業会計の基礎理論、会計基準の国際比較など。『会計基準の研究』(中央経済社)、『企業会計とディスクロージャー』(東京大学出版会)など著書多数あり。